# GFMクロシュ

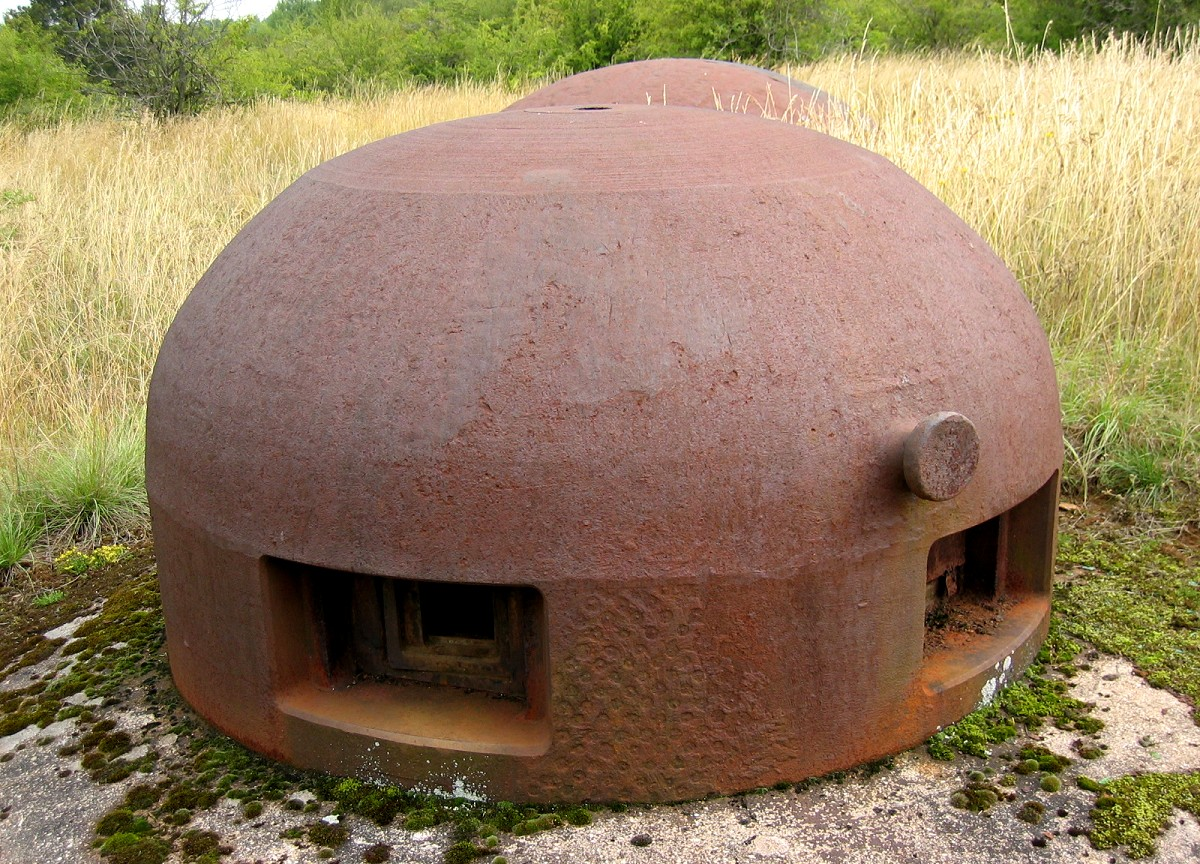
ウヴラージュ・モルバンジュに置かれたGFMタイプAクロシュ。

GFMクロシュとは、マジノラインにおいて最も一般的に備えられた防御用装備の一つである。クロシュとはフランス語で鐘の意がある。これは固定式で地中への引き込みができない火点であり、内部の要員を防護するため分厚い鋳鉄で製造されていた。これと比較すると、砲塔は旋回でき、しばしば地中に引き込めるため、上部天蓋のみが露出していた。
GFMとはGuetteur et Fusil-Mitrailleur（監視所および小銃、軽機関銃手）の頭文字である。これは監視所と、小火器による火点としての用途を言い表したものである。マジノラインの「ウヴラージュ」に配備されていた多くのバンカーやブロックは、いくつもの固定式キューポラやクロシュを装備している。キューポラ群はバンカー内部から兵員が偵察したり、あるいは完全な防御遮蔽によって敵の攻撃を撃退できるよう設計されていた。各クロシュの兵装は多様である。しかし、普通は下記のようなものを組み合わせて装備していた。
- 軽機関銃もしくは自動小銃
- 視察用ブロック
- 据え付けの双眼鏡
- ペリスコープ1基（クロシュの頂部に配置される）
- 50mm口径の迫撃砲、1門

## 構造

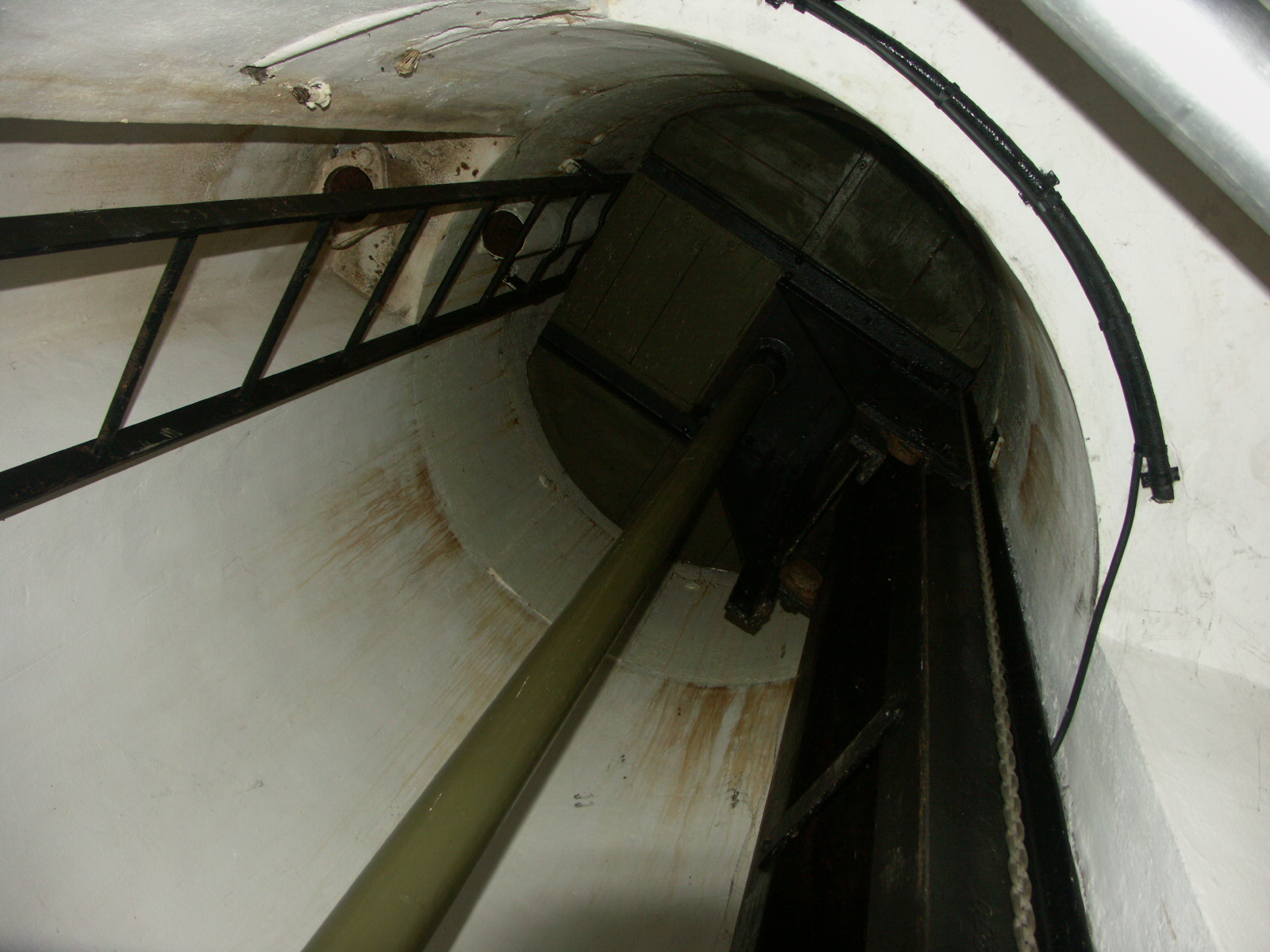
GFMクロシュの内部。Abri de Hattenのものを下部から見上げている。

クロシュは2つの鋳鉄製の構造から成り立っている。コンクリート製の戦闘用ブロックに円筒状のシャフトが据えられ、内張りや台座が施された。その上のクロシュ自体は、1929年モデルでは高さ2.7m、外部の直径が1.6mで、コンクリート製の周囲の台座から0.52mほどが突き出している。排水のためにクロシュ周囲の台座にはスロープがついており、より見晴らしの利く地形を撃つことにもなっている。内部には銃架が収められた。20cm厚のクロシュ内には1名の要員が入り、幾つかの開口部の一つから射撃できた。射撃用の開口部は長方形で、様々なシャッターや銃架を取り付けており、これらは普通は弱点から命中弾を逸らすため階段状になっている。銃の硝煙を除くために、銃身にホースを取り付けることができた。クロシュの地上露出部分には、砲耳に似た突出部が両側面についているが、これは持ち上げ用の接続ポイントである。

## 派生型
GFMクロシュには2種類の主要なタイプがあり、どのタイプにもサブタイプが一揃い存在している。1929タイプAクロシュは最初のモデルである。これに、よりサイズを縮めた派生型、より延長したバージョン、より拡幅したバージョン、また2名を収容できるモデルがある。1934タイプBクロシュは直径がより大きく装甲も分厚い。よりよく敵の射撃に耐えられる球形銃架から射撃するよう開口部が再設計されている。幾つかのタイプAクロシュは新しい銃架を装備した。

## ペリスコープ
全てのGFMクロシュには頂部にシャッター付きの装具がついており、ここを介してペリスコープを押し上げ、のぞかせることができた。

## 関連項目

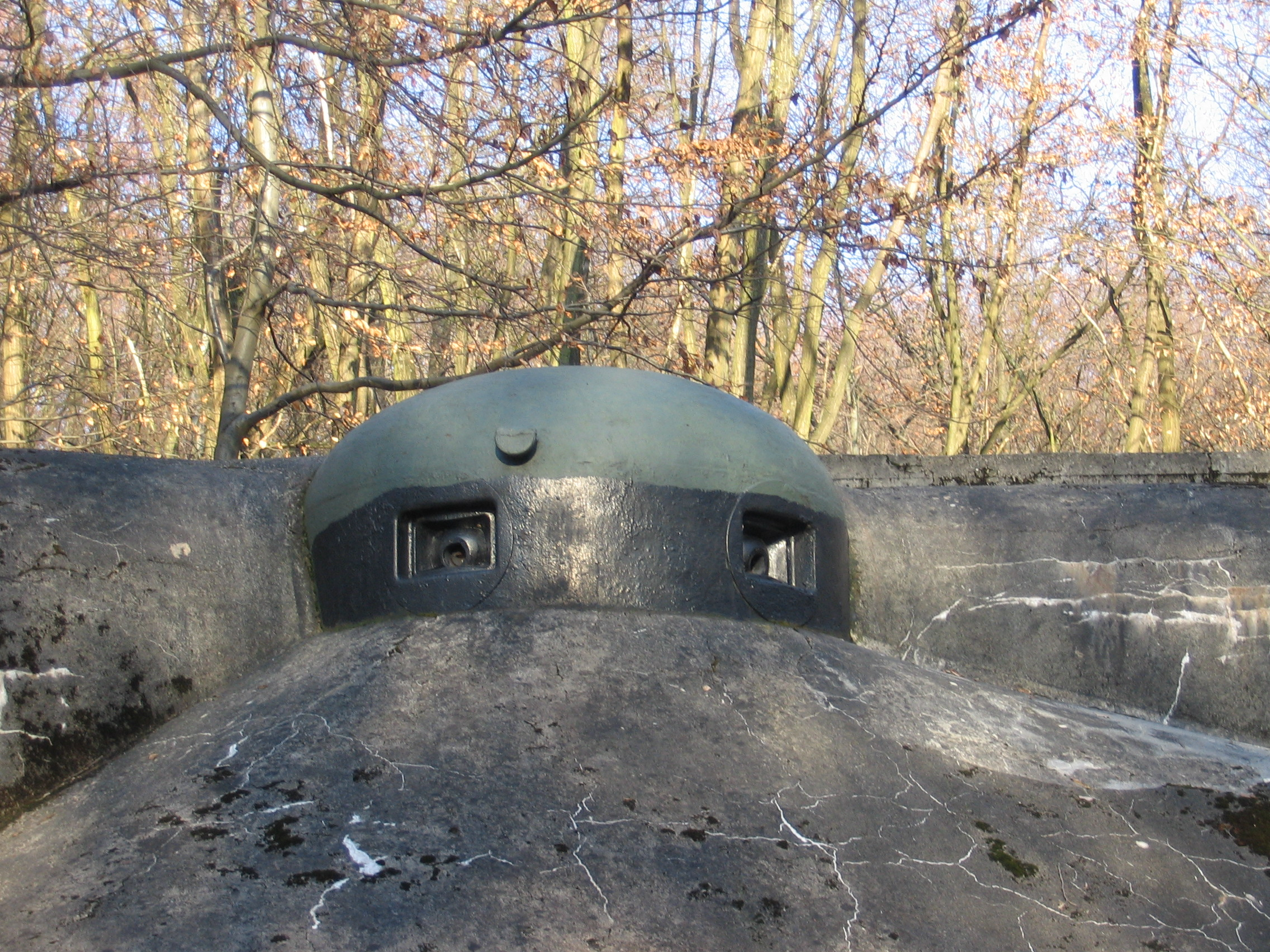
GFMタイプBクロシュ。ウヴラージュ・シュナンブールに設置。